# La Tricoteuse
La Tricoteuse est un tableau réalisé par le peintre français William Bouguereau en 1869. Cette huile sur toile peinte dans le style académique de l'artiste est le portrait d'une fillette occupée à son tricot sous un arbre. L'œuvre est aujourd'hui conservée au Joslyn Art Museum, à Omaha, dans le Nebraska, aux États-Unis.